# Co Prins
Jacobus Theodorus Wilhelmus Prins, dit Co Prins (né le 5 juin 1938 à Amsterdam et mort le 26 septembre 1987 à Anvers), est un footballeur néerlandais qui jouait au poste d'attaquant. Il fait partie du Club van 100.

## Biographie
Co Prins joue 184 matchs avec l'Ajax Amsterdam de 1959 à 1967 et marque 60 buts. Il signe avec l'équipe allemande de Kaiserslautern au milieu des années 1960, devenant l'un des rares footballeurs professionnels étrangers en Allemagne.
Prins obtient sa première cape internationale le 30 novembre 1960, pour une défaite 4–0 en amical contre la Tchécoslovaquie à Prague. Il honore sa dixième et dernière sélection lors des éliminatoires de la Coupe du monde 1966 et du match nul et vierge avec la Suisse le 17 novembre 1965 à Amsterdam.
Comme acteur, Prins joue le rôle du footballeur néerlandais et prisonnier de guerre allié Pieter Van Beck dans le film À nous la victoire en 1981.
Co Prins meurt d'une crise cardiaque en jouant un match de vétérans en 1987.

## Filmographie
- 1981 : À nous la victoire